# Zentralamerika- und Karibikspiele 1986/Tennis/Dameneinzel
Das Dameneinzel der Zentralamerika- und Karibikspiele 1986 war ein Tenniswettbewerb in Santiago de los Caballeros.

## Austragungsmodus
Die 28 Teilnehmerinnen wurden zunächst auf acht Vorrundengruppen zu je drei oder vier Spielerinnen verteilt, in denen jede gegen jede spielte. Die jeweils beiden Gruppenersten rückten in das Achtelfinale vor, ab dem dann im K.-o.-System gespielt wurde.

## Vorrunde

### Gruppe I

#### Ergebnisse
| Spielerin         | Spielerin      | Ergebnis      |
| ----------------- | -------------- | ------------- |
| Madelaine Sánchez | Mónica Muñoz   | 0:6, 4:6      |
| Madelaine Sánchez | Gloria Escobar | 3:6, 6:3, 7:5 |
| Mónica Muñoz      | Gloria Escobar | 6:3, 6:3      |

#### Tabelle
| Pos. | Spielerin         | Matches | Sätze | Spiele |
| ---- | ----------------- | ------- | ----- | ------ |
| 1    | Mónica Muñoz      | 2:0     | 4:0   | 24:10  |
| 2    | Madelaine Sánchez | 1:1     | 2:3   | 20:26  |
| 3    | Gloria Escobar    | 0:2     | 1:4   | 20:28  |

### Gruppe II

#### Ergebnisse
| Spielerin       | Spielerin     | Ergebnis      |
| --------------- | ------------- | ------------- |
| Henriette Gemer | Mónica Aguero | 6:1, 6:1      |
| Henriette Gemer | María García  | 3:6, 6:3, 6:3 |
| Mónica Aguero   | María García  | 6:3, 5:7, 1:6 |

#### Tabelle
| Pos. | Spielerin       | Matches | Sätze | Spiele |
| ---- | --------------- | ------- | ----- | ------ |
| 1    | Henriette Gemer | 2:0     | 4:1   | 27:14  |
| 2    | María García    | 1:1     | 3:3   | 28:27  |
| 3    | Mónica Aguero   | 0:2     | 1:4   | 14:28  |

### Gruppe III

#### Ergebnisse
| Spielerin           | Spielerin     | Ergebnis |
| ------------------- | ------------- | -------- |
| Yolanda van Rosberg | Erica Hedrick | 6:0, 6:1 |
| Yolanda van Rosberg | Marian Haché  | 6:2, 6:2 |
| Erica Hedrick       | Marian Haché  | 1:6, 2:6 |

#### Tabelle
| Pos. | Spielerin           | Matches | Sätze | Spiele |
| ---- | ------------------- | ------- | ----- | ------ |
| 1    | Yolanda van Rosberg | 2:0     | 4:0   | 24:05  |
| 2    | Marian Haché        | 1:1     | 2:2   | 16:15  |
| 3    | Erica Hedrick       | 0:2     | 0:4   | 04:24  |

### Gruppe IV

#### Ergebnisse
| Spielerin        | Spielerin      | Ergebnis |
| ---------------- | -------------- | -------- |
| Belkis Rodríguez | Alicia Tavares | 6:0, 6:1 |
| Belkis Rodríguez | Gloria Coursey | 6:2, 6:2 |
| Alicia Tavares   | Gloria Coursey | 1:6, 2:6 |

#### Tabelle
| Pos. | Spielerin        | Matches | Sätze | Spiele |
| ---- | ---------------- | ------- | ----- | ------ |
| 1    | Belkis Rodríguez | 2:0     | 4:1   | 27:17  |
| 2    | Alicia Tavares   | 1:1     | 3:2   | 27:16  |
| 3    | Gloria Coursey   | 0:2     | 0:4   | 03:24  |

### Gruppe V

#### Ergebnisse
| Spielerin         | Spielerin         | Ergebnis |
| ----------------- | ----------------- | -------- |
| Claudia Mansilla  | Claudia Hernández | 2:6, 1:6 |
| Tanya Manibo      | Emily Viqueira    | 0:6, 2:6 |
| Claudia Mansilla  | Tanya Manibo      | 6:1, 6:0 |
| Claudia Hernández | Emily Viqueira    | 6:3, 6:0 |
| Claudia Mansilla  | Emily Viqueira    | 4:6, 6:7 |
| Claudia Hernández | Tanya Manibo      | 6:1, 6:0 |

#### Tabelle
| Pos. | Spielerin         | Matches | Sätze | Spiele |
| ---- | ----------------- | ------- | ----- | ------ |
| 1    | Claudia Hernández | 3:0     | 6:0   | 36:07  |
| 2    | Emily Viqueira    | 2:1     | 4:2   | 28:24  |
| 3    | Claudia Mansilla  | 1:2     | 2:4   | 25:26  |
| 4    | Tanya Manibo      | 0:3     | 0:6   | 04:36  |

### Gruppe VI

#### Ergebnisse
| Spielerin       | Spielerin       | Ergebnis      |
| --------------- | --------------- | ------------- |
| Adriana Isaza   | Ingrid Gonesh   | 6:3, 6:2      |
| Paula Hernández | Leticia Omaña   | 4:6, 6:1, 3:6 |
| Adriana Isaza   | Paula Hernández | 3:6, 6:4, 8:6 |
| Ingrid Gonesh   | Leticia Omaña   | 4:6, 6:3, 6:3 |
| Adriana Isaza   | Leticia Omaña   | 2:6, 6:3, 1:6 |
| Ingrid Gonesh   | Paula Hernández | 3:6, 6:3, 6:4 |

#### Tabelle
| Pos. | Spielerin       | Matches | Sätze | Spiele |
| ---- | --------------- | ------- | ----- | ------ |
| 1    | Adriana Isaza   | 2:1     | 5:3   | 38:36  |
| 2    | Leticia Omaña   | 2:1     | 5:4   | 40:38  |
| 3    | Ingrid Gonesh   | 2:1     | 4:4   | 36:37  |
| 4    | Paula Hernández | 0:3     | 3:6   | 42:45  |

### Gruppe VII

#### Ergebnisse
| Spielerin         | Spielerin       | Ergebnis      |
| ----------------- | --------------- | ------------- |
| Cristina González | Ana Grace Duque | 6:0, 6:2      |
| Dahiana Paulino   | Lily Aguirre    | 6:0, 6:2      |
| Cristina González | Dahiana Paulino | 6:0, 6:1      |
| Ana Grace Duque   | Lily Aguirre    | 2:6, 7:5, 8:6 |
| Cristina González | Lily Aguirre    | 6:0, 6:2      |
| Ana Grace Duque   | Dahiana Paulino | 6:0, 6:0      |

#### Tabelle
| Pos. | Spielerin         | Matches | Sätze | Spiele |
| ---- | ----------------- | ------- | ----- | ------ |
| 1    | Cristina González | 3:0     | 6:0   | 36:05  |
| 2    | Ana Grace Duque   | 2:1     | 4:3   | 31:29  |
| 3    | Dahiana Paulino   | 1:2     | 2:4   | 13:26  |
| 4    | Lily Aguirre      | 0:3     | 1:6   | 21:41  |

### Gruppe VIII

#### Ergebnisse
| Spielerin     | Spielerin     | Ergebnis      |
| ------------- | ------------- | ------------- |
| Alice Lohrer  | Marilda Juliá | 3:6, 2:6      |
| Mónica Lara   | Zarina Galván | 4:6, 2:6      |
| Alice Lohrer  | Mónica Lara   | 4:6, 7:5, 4:6 |
| Marilda Juliá | Zarina Galván | 6:7, 6:2, 6:3 |
| Alice Lohrer  | Zarina Galván | 5:7, 6:3, 1:6 |
| Marilda Juliá | Mónica Lara   | 6:0, 7:6      |

#### Tabelle
| Pos. | Spielerin     | Matches | Sätze | Spiele |
| ---- | ------------- | ------- | ----- | ------ |
| 1    | Marilda Juliá | 3:0     | 6:1   | 43:23  |
| 2    | Zarina Galván | 2:1     | 5:3   | 40:36  |
| 3    | Mónica Lara   | 1:2     | 2:5   | 29:40  |
| 4    | Alice Lohrer  | 0:3     | 2:6   | 32:45  |

## K.-o.-Runde

### Setzliste
| Nr. | Spielerin           | Erreichte Runde |
| --- | ------------------- | --------------- |
| 01. | Cristina González   | Gold            |
| 02. | Claudia Hernández   | Achtelfinale    |
| 03. | Yolanda van Rosberg | Achtelfinale    |
| 04. | Mónica Muñoz        | Viertelfinale   |

### Ergebnisse
|  | Achtelfinale | Achtelfinale   | Achtelfinale | Achtelfinale | Achtelfinale |  |  | Viertelfinale | Viertelfinale | Viertelfinale | Viertelfinale | Viertelfinale |  |   | Halbfinale   | Halbfinale | Halbfinale | Halbfinale | Halbfinale |  |  | Finale | Finale | Finale | Finale | Finale |
|  |              |                |              |              |              |  |  |               |               |               |               |               |  |   |              |            |            |            |            |  |  |        |        |        |        |        |
|  | 1            | C. González    | 6            | 6            |              |  |  |               |               |               |               |               |  |   |              |            |            |            |            |  |  |        |        |        |        |        |
|  |              | A. Tavares     | 0            | 2            |              |  |  | 1             | C. González   | 7             | 6             |               |  |   |              |            |            |            |            |  |  |        |        |        |        |        |
|  |              | A. Isaza       | 6            | 6            |              |  |  |               | A. Isaza      | 5             | 4             |               |  |   |              |            |            |            |            |  |  |        |        |        |        |        |
|  |              | L. Omaña       | 2            | 3            |              |  |  |               |               |               |               |               |  | 1 | C. González  | 6          | 6          |            |            |  |  |        |        |        |        |        |
|  | 4            | M. Muñoz       | 3            | 6            | 6            |  |  |               |               |               |               |               |  |   | B. Rodríguez | 3          | 4          |            |            |  |  |        |        |        |        |        |
|  |              | M. Haché       | 6            | 2            | 2            |  |  | 4             | M. Muñoz      | 4             | 3             |               |  |   |              |            |            |            |            |  |  |        |        |        |        |        |
|  |              | Z. Galván      | 1            | 4            |              |  |  |               | B. Rodríguez  | 6             | 6             |               |  |   |              |            |            |            |            |  |  |        |        |        |        |        |
|  |              | B. Rodríguez   | 6            | 6            |              |  |  |               |               |               |               |               |  | 1 | C. González  | 4          | 6          | 6          |            |  |  |        |        |        |        |        |
|  |              | A. G. Duque    | 2            | 4            |              |  |  |               |               |               |               |               |  |   | M. Juliá     | 6          | 4          | 4          |            |  |  |        |        |        |        |        |
|  |              | E. Viqueira    | 6            | 6            |              |  |  |               | E. Viqueira   | 63            | 3             |               |  |   |              |            |            |            |            |  |  |        |        |        |        |        |
|  |              | M. Juliá       | 7            | 2            | 6            |  |  |               | M. Juliá      | 7             | 6             |               |  |   |              |            |            |            |            |  |  |        |        |        |        |        |
|  | 3            | Y. van Rosberg | 5            | 6            | 1            |  |  |               |               |               |               |               |  |   | M. Juliá     | 6          | 3          | 6          |            |  |  |        |        |        |        |        |
|  |              | H. Gemer       | 6            | 6            |              |  |  |               |               |               |               |               |  |   | M. Sánchez   | 2          | 6          | 3          |            |  |  |        |        |        |        |        |
|  |              | M. García      | 1            | 2            |              |  |  |               | H. Gemer      | 5             | 4             |               |  |   |              |            |            |            |            |  |  |        |        |        |        |        |
|  |              | M. Sánchez     | 6            | 6            |              |  |  |               | M. Sánchez    | 7             | 6             |               |  |   |              |            |            |            |            |  |  |        |        |        |        |        |
|  | 2            | C. Hernández   | 4            | 2            |              |  |  |               |               |               |               |               |  |   |              |            |            |            |            |  |  |        |        |        |        |        |

## Quelle
- XV Juegos Centroamericanos y del Caribe Santiago '86 (PDF-Datei, 41,0 MB), S. 581–584.